# Torre a l'avinguda Àngel Guimerà, 230 (Cardedeu)
La Torre a l'avinguda Àngel Guimerà, 230 és una obra noucentista de Cardedeu (Vallès Oriental) inclosa a l'Inventari del Patrimoni Arquitectònic de Catalunya.

## Descripció
Casa de tipologia ciutat-jardí amb un petit tancat d'obra i reixa. L'estructura de l'edifici està formada per cos cossos superposats: l'un allargat rectangular més alt i l'altre quadrat més baix. Consta de planta baixa i dos pisos i golfes. Sobresurt, dins d'una simplicitat de línies (llindes planes, façanes planes i sense ornamentació), un capcer regust barroc acadèmic. La coberta és a dues vessants. Una part de la casa, la part de l'entrada i la del darrere, està en remodelació i sembla no seguir, en grans trets, la construcció original.

## Història
L'interès arquitectònic deriva de l'aparença de fortificació que l'hi donen els volums plans i la seva alçada. L'edifici s'inscriu dins d'una tendència arquitectònica que discrepa del modernisme i evolucionen cap a un classicisme més rígid, d'acord amb els gustos de la burgesia catalana que l'adoptava per les ciutats-jardí de segona residencia. El constructor que l'impulsà fou Ignasi Agustí, al llarg dels anys 20 i 30 del segle xx.